# SMS Leipzig (1905)
Az SMS Leipzig a Császári Haditengerészet egyik könnyűcirkálója volt, a héttagú Bremen-osztály hatodiknak elkészült egysége. Megépítésére és felszerelésére 1904–1906 között került sor. Fő fegyverzetét 10 darab 10,5 cm-es gyorstüzelő ágyú adta.
Szolgálati idejének nagy részét tengerentúli állomáshelyeken töltötte. Az első világháború kitörése Mexikó keleti partjainál érte. A Kelet-ázsiai Hajórajhoz csatlakozva Dél-Amerika partjaihoz hajózott, ahol részt vett a győztes coroneli csatában. Egy hónappal később a falklandi csatában a brit Glasgow és Kent cirkálókkal vívott négy és fél órás harc után elsüllyedt. Legénységéből mindössze 18 fő maradt életben.

## Technikai adatok
A Leipzig teljes hosszúsága 111,1 m, legnagyobb szélessége 13,3 m, legnagyobb merülése 5,61 m volt. Teljes felszereltség mellett 3816 t volt a vízkiszorítása. A meghajtásáról két háromszoros expanziójú gőzgép gondoskodott, melyek névleges maximális teljesítményét 10 000 le-ben (7500 kW) adták meg, de képesek voltak elérni a 11 116 le-t (8176 kW) is. Legnagyobb sebessége 22,1 csomó volt. A tíz széntüzelésű Marine típusú kazánjának fűtéséhez 860 t szenet szállíthatott a raktáraiban. Ezzel a készlettel 12 csomós sebesség mellett a hatótávolsága 4690 tengeri mérföld (8690 km) volt. Fedélzetén 274-287 legénységi állományú tengerész és 14 tiszt teljesített szolgálatot.
A cirkáló fő fegyverzetét tíz darab 10,5 cm-es űrméretű, 40-es kaliberhosszúságú gyorstüzelő ágyú képezte, melyek külön ágyútalpakra voltak szerelve. A hajó orr-részén és tatján lévő első kettő és hátulsó kettő egymás mellett volt elhelyezve, míg a köztes három-három a hajó két oldalán külön állt. Az ágyúk maximális lőtávolsága 12,2 km volt, lőszerkészletük 1500 darab volt, 150 lövedék jutott minden ágyúra.
A fegyverzetét két, a hajó oldalában elhelyezett víz alatti 45 cm-es torpedóvető cső egészítette ki, melyekhez öt torpedó tartozott. A cirkáló alkalmas volt 50 tengeri akna szállítására is.
A fontosabb részek felett a fedélzetét 80 mm vastag páncélzat borította. A parancsnoki torony oldala 100 mm-es páncélzattal rendelkezett, a lövegpajzsok pedig 50 mm-es vastagságúak voltak.

## Szolgálata
A hajót a megbízási szerződésben „N” konstrukciós megjelöléssel rendelték meg és 1904-ben fektették le a gerincét a brémai AG Weser hajógyárban. A hajótest vízrebocsátására 1905. március 21-én került sor. A keresztelését Dr. Tröndlin, Lipcse város főpolgármestere végezte el. Felszerelését követően 1906. április 20-án került a Nyílt-tengeri Flotta állományába és első parancsnoka Franz Hipper fregattkapitány lett. Június közepén az új cirkálót a császár nyári utazásához összeállított kötelékhez osztották be, amit az uralkodó ebben az évben a HAPAG-tól bérelt Hamburg nevű gőzös fedélzetén teljesített.

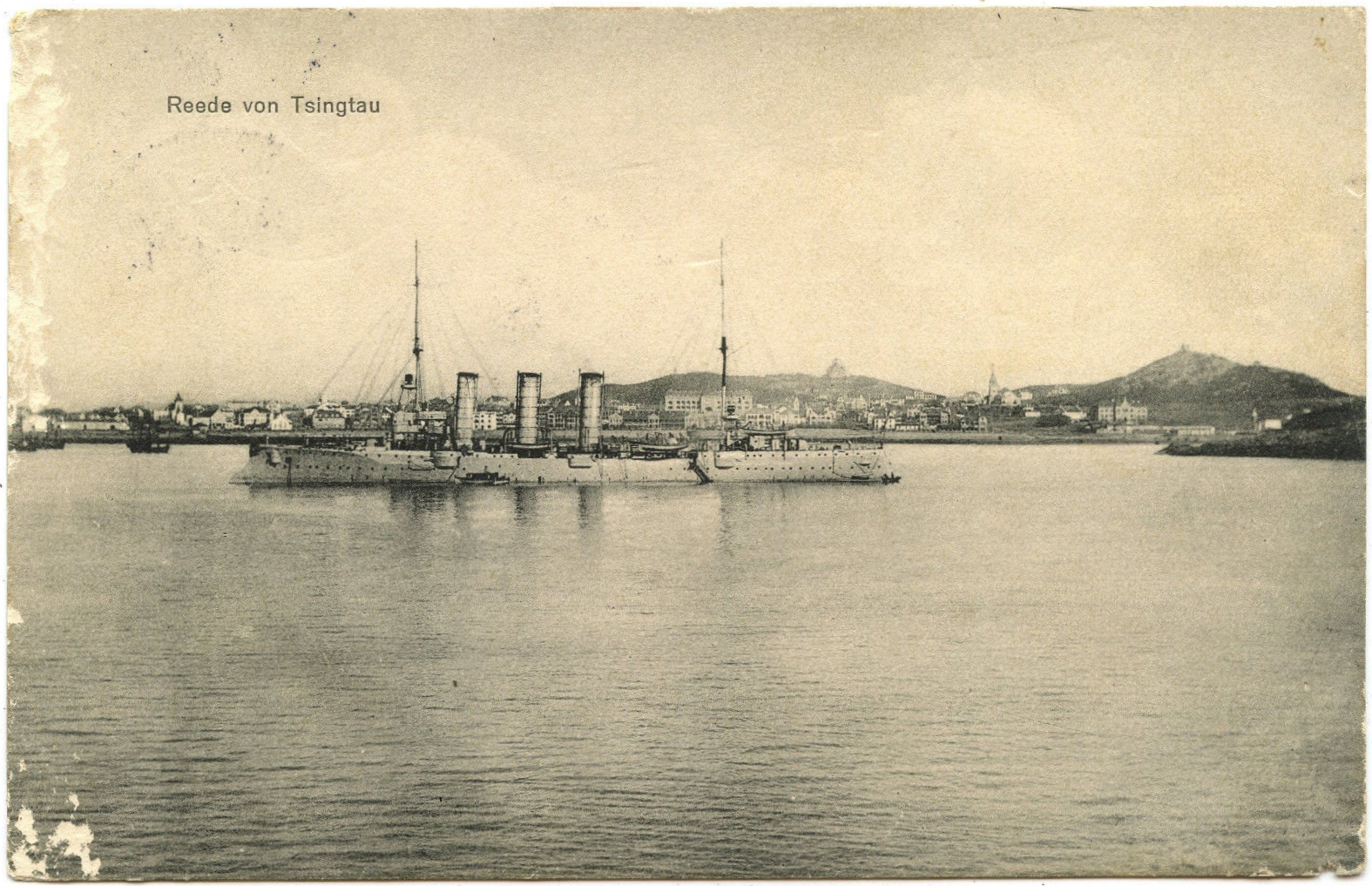
A Leipzig Csingtaóban még a háború előtt

Az év szeptemberében a Leipziget új parancsnokkal a Kelet-ázsiai Hajórajhoz (Ostasiengeschwader) irányították át a Scharnhorst és Gneisenau páncélos cirkálókkal illetve az Emden és Nürnberg könnyűcirkálókkal együtt. A Leipziget a Hansa nagycirkáló (páncélos cirkáló) pótlására szánták, mely egység már július folyamán megkezdte haza vezető útját a tengerentúli küldetéséről és októberben érkezett haza. A Leipzig szeptember 8-án futott ki Wilhelmshavenből és november 19-én érkezett meg az új állomáshelyére. Útközben felkeresett több holland-indiai kikötőt és 1907. január 6-án Hongkongot elérve érkezett meg fő tevékenységi területére. Március 10. és 25. között Csingtaóban őrhajóként szolgált. A hajóraj zászlóshajója ekkor az Indonézia vizein hajózó Fürst Bismarck páncélos cirkáló volt. A rajhoz a tartozott még a Niobe könnyűcirkáló valamint négy ágyúnaszád, három folyami ágyúnaszád és két torpedónaszád (romboló).
1907 júniusában az új hajórajparancsnok, Carl von Coerper ellentengernagy a Leipzig illetve részben a Tiger ágyúnaszád fedélzetén felhajózott a Jangce folyón, hogy a német gazdasági érdekeltségek helyzetéről információkat szerezzen. Az úton harmadik hajóként részt vett még az S 90 jelű romboló is. A hónap folyamán részben a hajóraj kötelékében behajózta az állomáshely északi részét. 1908-ban hasonló útra került sor a tavasz folyamán, majd augusztusban a Sárga-tenger kikötőit kereste fel. Augusztusban Sanghajban tett látogatást és ismét felhajózott a Jangcén. November 17-én a Német Birodalom képviseletét látta el egy Kóbéban megtartott japán flottaparádén.
1909 januárjától a Leipzigen Hongkongban végeztek karbantartási munkálatokat, mikor  a német védnökség alatt álló Szamoa szigeteihez rendelték az ott kitört lázadások miatt. Útközben február 26-án Manilában fedélzetére vette a hajórajparancsnokot és március 19-én ért Apiába. A következő napok során a helyszínre érkezett még az Arcona könnyűcirkáló, a Jaguar ágyúnaszád és a Titania gőzős (Hilfsschiff) 100, az új-pomerániai Matupiból érkezett bennszülött rendőrrel. A tengernagynak és Wilhelm Solf kormányzónak sikerült tárgyalásos úton megegyezésre jutniuk a felkelőkkel. Az egyik törzsfőnököt a támogatói egy részével április 19-ét követően Saipanra vitték száműzetésbe. A Leipzig május 14-17. között Suva szigetéhez hajózott. Itt a cirkálón utazó eddigi hajórajparancsnok innen utazott vissza Németországba, a Leipzig pedig visszatért Apiába, ahonnan május 6-án az Arcona és a Titania már elhajóztak. Itt várta be a Condor érkezését, hogy előbb május 22-én Pago Pago felé hajózzon el, majd visszatérjen Apiába és végül Ponape és Manila érintésével Csingtaóba érjen, ahova június 29-én érkezett meg. 1909 július-augusztusában az új zászlóshajóval, a Scharnhorsttal tett körutat az állomáshely északi részén és szeptember folyamán sárga-tengeri kikötőket keresett fel. Karácsonykor Hongkongban találkozott a zászlóshajóval, majd 1910 januárjában (részben a Luchs ágyúnaszád társaságában) az állomáshely déli területeit keresték fel, ahol Bangkokot, Szumátra szigetét, Észak-Borneót és Manilát látogatták meg. Az útról a két cirkáló március 22-én ért vissza Csingtaóba. Április 18-tól május 31-ig együtt utazták be Japánt. Júliusban a Leipzig hosszabb időt töltött el a Jangcén és Vuhanig hajózott fel, mivel ott nyugtalanság ütötte fel a fejét.
1911 elején a Leipzignek Vilmos koronahercegnek a Gneisenau fedélzetén teljesítendő kelet-ázsiai útját kellett volna kísérnie, amely Kalkuttából indult volna. Ide a cirkáló január 31-én érkezett meg, de a tervezett útvonal több kikötőjében fejét felütő pestisjárvány miatt a császár végül lemondta a trónörökös útját. Február 17-én a két cirkáló visszaindult Kelet-Ázsiába és Szingapúr, Hongkong és Amoy érintésével március 14-én érkeztek meg Csingtaóba. A második marokkói válság idején a Vlagyivosztoktól északra lévő Vlagyimir-öbölben tartózkodott a hajóraj és Berlinből csak egy töredékes rádióüzenet érte el őket, mely egy Indiai-óceánon végrehajtott küldetésre utalt. A Leipziget az ismeretlen helyzet és a távirati kapcsolat oroszok általi nyilvánvaló korlátozása ellenére Vlagyivosztokba küldték, ahol augusztus 15. és 18. között elegendő információt tudott szerezni Berlintől a helyzet tisztázására. A hajóraj ezután délnek haladva sárga-tengeri kikötőket keresett fel és szeptember 15-én érkezett meg Csingtaóba.
A kínai polgárháború 1911 októberi kitörése után a Leipziget ismét a Jangce mentén lévő Hankauhoz rendelték, hogy az ott lévő Vaterland és Tiger ágyúnaszádokat támogassa. A helyzet a külföldiek számára nagyon feszült volt. Több országbeli csapatok szálltak partra, melyek német egységekből álló részét a Leipzig első tisztje, Rebensburg sorhajóhadnagy vezette. A bevetés során asszonyokat és gyermekeket evakuáltak Sanghajba. A német hajórajparancsnok, Günther von Krosigk ellentengernagy az Iltis fedélzetén érkezett meg és az S 90 rombolót is ide rendelték. Mivel egy japán tengernagy intézkedett a helyszínen és a folyó vízállása is csökkenni kezdett, von Krosigk novemberben a Leipziggel visszatért Sanghajba, ahol találkozott a Gneisenauval. 1912 augusztusáig a cirkáló többször megfordult Csingtao és a Jangce menti zavargások helyszínei között, mielőtt folytathatta a megszokott látogató körútjait. Részt vett az elhunyt Mucuhito japán császár gyászszertartásán. 1913 július-augusztusában szemtanúja volt a császári és köztársasági csapatok közti véres összecsapásoknak Nankingban. Szeptemberben és októberben Csingtaóban nagyjavítást végeztek a már hat éve Kelet-Ázsiában szolgálatot teljesítő cirkálón.
1914 elején az állomáshelyhez tartozó térség déli részének beutazása után 1914 májusában azt a parancsot kapta, hogy váltsa le a Mexikó nyugati partjainál lévő Nürnberget, ahol a helyi forradalom miatt kellett megvédelmezni a német állampolgárokat. Honolulun át 1914. július 7-én érkezett Mazatlánhoz, ahol felváltotta a másik könnyűcirkálót.

## Első világháború
A háború kitörésekor Mexikó nyugati partja mentén cirkált. A mozgósítási terv értelmében háború esetén a Kelet-ázsiai Hajóraj többi egységéhez kellett csatlakoznia. 1914. augusztus 2-án elhagyta a mazatláni kikötőt és a fedélzetén lévő 40 menekültet átadta az amerikai California páncélos cirkálónak, majd Alsó-Kalifornia egy félreeső helyén lévő Magdolna-öbölbe hajózott, ahol értesült a brit hadüzenetről. Ezután eredménytelenül kutatott brit hajók után és készletei feltöltéséhez augusztus 17-én befutott San Franciscóba. A semlegességi előírások szigorú értelmezése miatt itt csak 500 t szenet kapott és ezért visszatért Mexikóba. Szeptember 10-én Guaymasban sikerült a készleteit kielégítő módon feltölteni. Ekkor 930 t szenet tudott vételezni. A Galápagos-szigetek előtt a német Amasis és Abessinia hajókkal találkozott, melyekről meg tudta oldani az üzemanyaggal való ellátását. Október 14-én a Húsvét-szigetnél találkozott a Maximilian von Spee altengernagy vezette Kelet-ázsiai Hajórajjal. Itt csatlakozott hozzájuk a DDG Kosmos hajótársaság három hajója, az Anubis, az Amasis és a Karnak.
Október 18-án a hajóraj Dél-Amerika partjai felé indult. Útközben megálltak a Juan Fernández-szigeteknél, majd október 26-án a szigetekhez tartozó Más a Fuera szigethez értek. Innen Valparaíso felé haladtak tovább. A chilei partok elérése előtt tudomást szereztek a Glasgow brit könnyűcirkáló Coronelben való kikötéséről. Spee tengernagy úgy döntött, hogy gyors megközelítéssel meglepi a brit cirkálót miközben az elhagyja a semleges kikötőt. A német tengernagy arról nem tudott, hogy az elfogására küldött Christopher Cradock ellentengernagy hajórajának többi része is a közelben tartózkodik.

### Coroneli csata
A coroneli csatában a Leipzig kulcsszerepet játszott, mivel Spee ezt a hajói közül leglassabb és legöregebb egységet használta fel csalétekként a brit hajók becserkészésére. Míg a többi hajójával szigorú rádiócsendet tartott és a chilei partok látómezején kívül tartózkodott, addig a Leipzig többször is leadott rádiójeleket, melyekkel a Dresden holléte után érdeklődött. Ezzel azt színlelték, mintha teljesen egyedül lenne. Közben Coronel előtt cirkálva a megállított egy chilei barkot és átvizsgálta azt, de mivel semleges zászló alatt hajózott és nem szállított tiltott árut, folytathatta útját. 

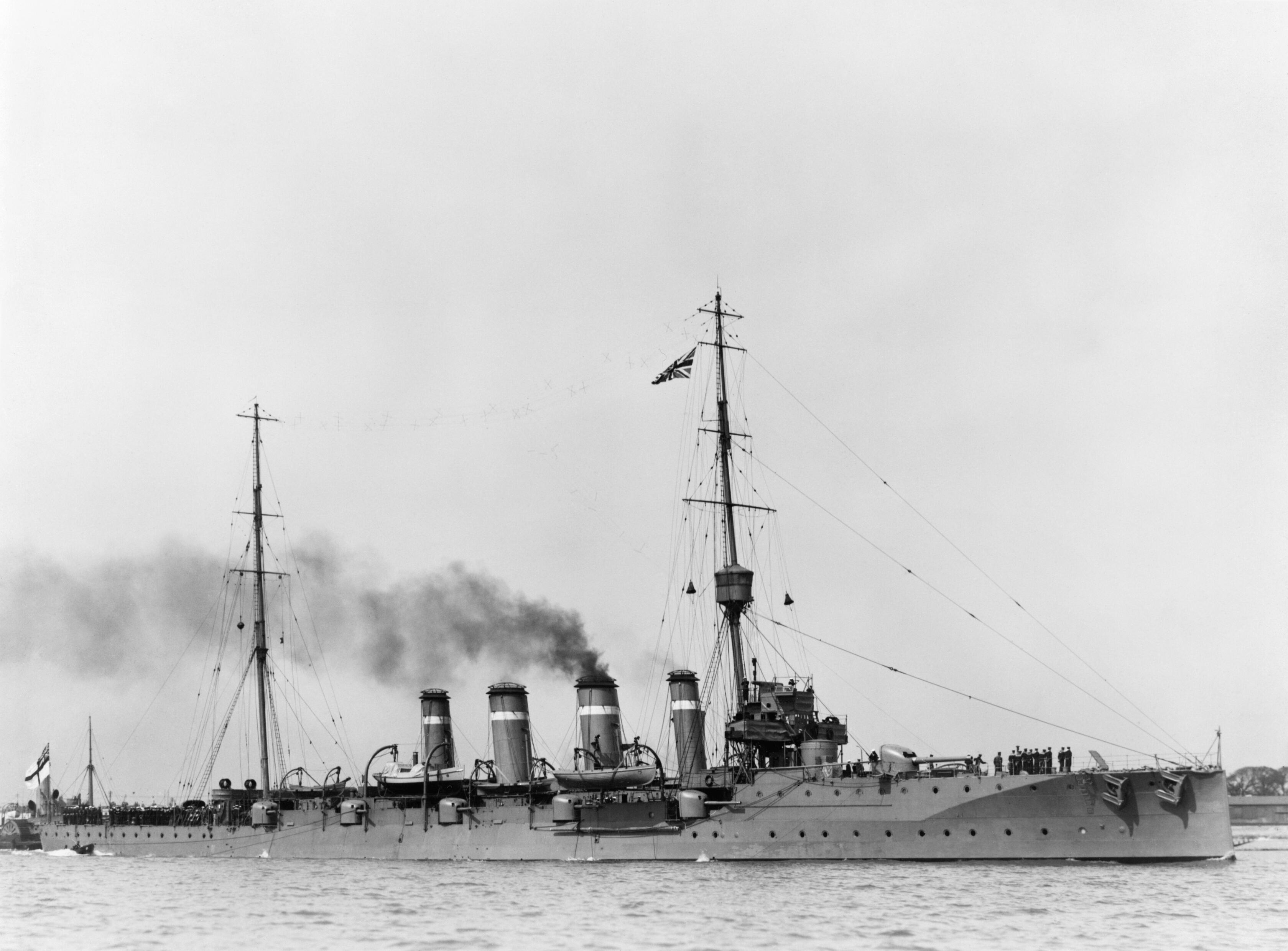
HMS Glasgow

Spee megtévesztő csele sikerrel járt, mivel Cradock hajórajával – bár maga tartott a teljes Ostasiengeschwader jelenlététől és erőit nem tartotta elégségesnek a vele való megmérkőzésre – az admiralitásától kézhez kapott utasításoknak megfelelően támadólag lépett fel és igyekezett elfogni a magányos német cirkálót. A felderítésre előreküldött Glasgow könnyűcirkáló október 31-én Coronelben kikötött és ez az információ eljutott Spee-hez is, aki a 24 órás tartózkodási idejének lejártával a kifutó cirkálót el akarta kapni. November 1-én a német hajóraj ehhez délnek hajózott. Az ellenséges hajók füstjét elsőként a Leipzigről észlelték, 16:17-kor kettőét és egy harmadikét 16:25-kor. A britek – időközben kiegészülve a hamarabb kifutó Glasgow-val – nagyjából ezzel egyidőben észlelték a németeket és megfordulva ők is déli irányra álltak, csatasorba rendezve a hajóikat. A németek is így tettek. A Leipzig a két páncélos cirkáló mögött a harmadik helyet foglalta el a sorban. Spee 18:07-kor kiadott utasítása szerint a hajóinak a brit csatavonalban velük megegyező egységet kellett célba venniük a küszöbön álló összecsapás során. Ennek alapján a Leipzignek a Glasgow jutott. 18:34-kor a német hajók tüzet nyitottak a brit ellenfeleikre.
A Scharnhorst és a Gneisenau hamar számos találatot értek el az ellenfeleiken, miközben az erős hullámzásban a kevésbé stabil Leipzig jóval szerényebb sikerrel lőtte a Glasgow-t. A brit könnyűcirkáló lövetéséhez hamarosan bekapcsolódó Dresdennel közösen öt találatot ért el, mielőtt Spee a sérült Good Hope elleni torpedótámadás megkísérlésére nem utasította. A célpontot azonban egy esőfüggöny rejtette el szem elől és mire sikerült volna elég közel kerülnie hozzá, a Good Hope már elsüllyedt. Mivel az elsüllyedéséről nem tudtak, a hajótöröttek kimentésére sem tettek kísérletet. Ez a viharos körülmények miatt a brit jelentés szerint nem is lett volna kivitelezhető. 20:00 körül a Leipzig összetalálkozott a Dresdennel és a sötétedésben először mindegyik ellenséges hajónak vélte a másikat, de hamar felismerték egymást. A Leipzig sértetlen maradt az összecsapás során és a legénységéből sem ért senkit sérülés.
A coroneli csatát követően Spee tengernagy Valparaísóba hajózott, hogy Németországból érkezett üzeneteket vételezzen. Míg a Scharnhorst, a Gneisenau és a Nürnberg horgonyt vetettek a kikötőben, a Leipzig és a Dresden a szénszállítókat Más a Fuerához kísérték. A hajóraj többi része november 6-án csatlakozott itt hozzájuk. A cirkálók itt feltöltötték szénkészleteiket és kiegészítették ellátmányukat. November 10-én a Leipziget és a Dresdent Valparaísóba küldte Spee, hogy a csatában való elsüllyedésüket híresztelő antant propagandára rácáfoljanak. Ide november 13-án érkeztek meg. Öt nappal később 460 km-re nyugatra a Más a Tierra szigettől ismét csatlakozott a hajórajhoz, ahonnan a Penas-öböl felé haladtak tovább és ahova november 21-én érkeztek meg. Itt szenet vételeztek és felkészültek a Horn-fok körül vezető hosszú útra. A Coronelnél elszenvedett vereség sokkolóan hatott a britekre. A német tüzérség Coronelnél tapasztalt hatékonysága miatt úgy döntöttek, hogy a honi vizekről vonnak ki két csatacirkálót a dél-atlanti erők támogatására és segítségükkel fogják el és semmisítik meg a német hajórajt. Ezek az új típusú hajók sebességben, fegyverzetben és páncélvédettségben jelentősen felülmúlták a páncélos cirkálókat. Doveton Sturdee altengernagy vezetésével a két csatacirkáló, az Invincible és az Inflexible november 11-én indult el Nagy-Britanniából és december 7-én ért a Falkland-szigetekre. Útközben csatlakoztak hozzájuk a Carnarvon, Kent és Cornwall páncélos cirkálók valamint a Bristol és Glasgow könnyűcirkálók.

### Falklandi csata

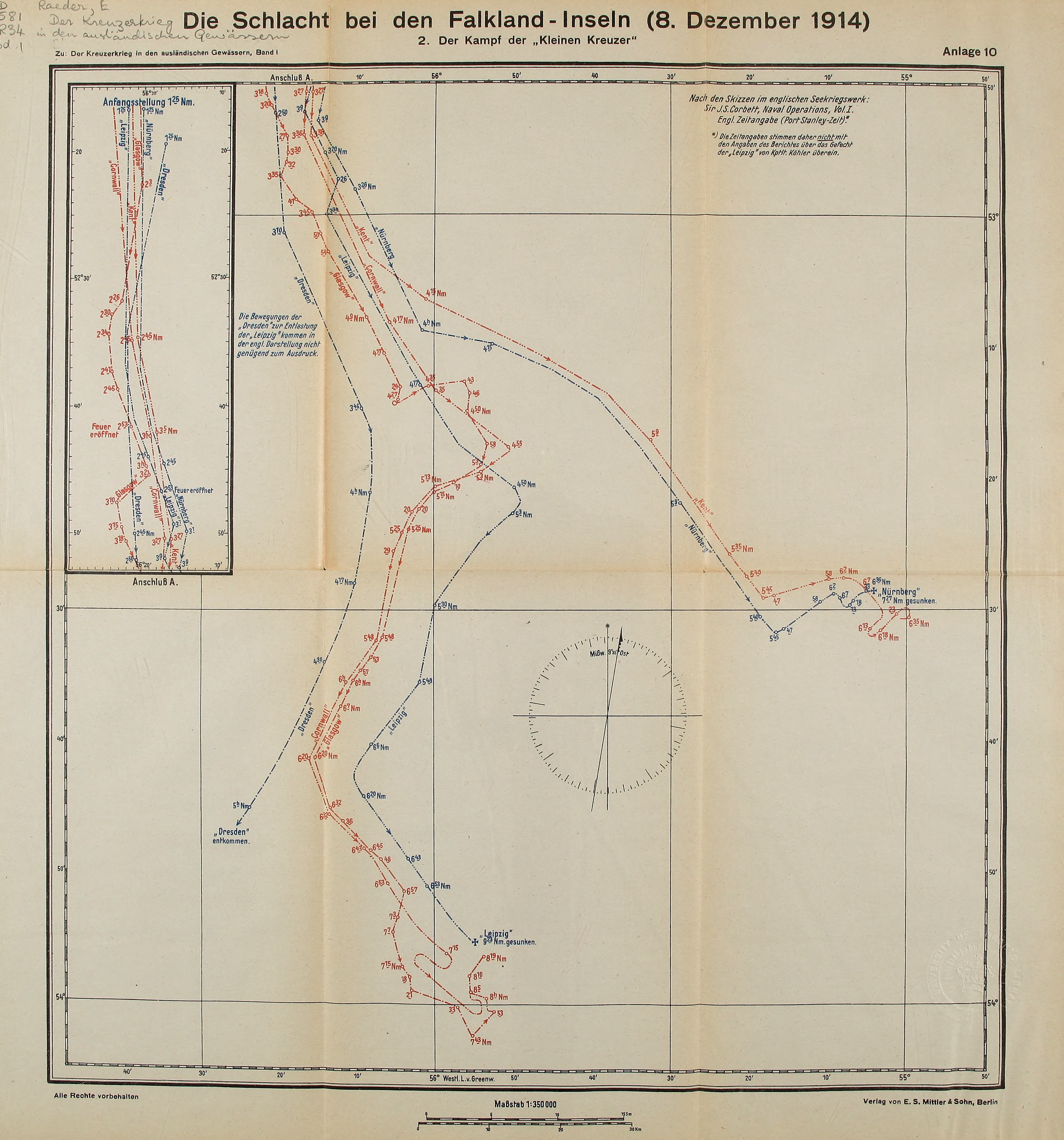
A Leipzig útvonala a falklandi csatában

November 26-án a Kelet-ázsiai Hajóraj elhagyta a Penas-öblöt és december 2-án érte el a Horn-fokot. A fok megkerülésekor a Leipzig zsákmányul ejtette a 2750 t szenet szállító kanadai Drummuir vitorláshajót. Az értékes rakományt átpakolták a Baden és Santa Isabel gőzhajókra a Picton szigetnél, amivel több napi késedelmet szenvedett az útjuk. December 6-án Spee konferenciát tartott hajóparancsnokaival, melyen ismertette elképzelését a beérkezett információk alapján védtelennek hitt Falkland-szigetek elleni támadásról. Haun fregattkapitány, a Leipzig parancsnoka hasonlóan a hajóparancsnokok többségéhez nem támogatta a tervet és ehelyett a szigetek kikerülését és a La Plata előtti kereskedelmi háború folytatását részesítette előnyben. Miután azonban másnap sem érkeztek arra utaló üzenetek, hogy a Falkland-szigeteken ellenséges hadihajók állomásoznának, Spee a támadás végrehajtása mellett döntött.
December 8-ika reggelén a Gneisenau és a Nürnberg Port Stanley felé közelített, míg a Leipzig a  Scharnhorst és a Dresden társaságában távolról biztosította az akciójukat. A britek a magaslatokon felállított megfigyelőállásaikról hamar észlelték őket és hozzáláttak a kazánok felfűtésének. Spee először úgy vélte, hogy a nagy füst a szénraktáraktól származik, amit a britek – hasonlóan  korábban a franciákhoz Papeete lövetése alkalmával – azért gyújthattak fel, hogy ne kerülhessen a kezükre. Amint azonban nyilvánvalóvá vált, hogy nagy számú ellenséges hadihajó tartózkodik a kikötőben, az előzetes terveknek megfelelően megszakította az akciót és a Gneisenaut és a Nürnberget a keleti irányba meginduló zömhöz rendelte. A brit hadihajók rövid idő alatt kifutottak az üldözésükre és a csatacirkálók hamar kezdték őket megközelíteni. A németek számára ekkor derült ki, hogy az ellenség csatacirkálókkal is rendelkezik, melyek jelenlétének lehetőségét a hadművelet tervezésekor teljesen kizárták. A két brit kapitális hadihajó 12:55-re lőtávon belülre került a német hajók közül leglassabb Leipzighez és tüzet nyitottak rá. A brit hajók nyomasztó fölényű tűzerejük ellenére csak 50 perc után tudták elérni az első találatot a Leipzigen. Spee látva, hogy a harcot már nem kerülheti el, a könnyűcirkálóit elbocsátotta, a Scharnhorsttal és a Gneisenauval pedig felvállalta a harcot a csatacirkálókkal, remélve, hogy ezáltal segítheti azok elszakadását az ellenségtől. Sturdee ekkor – az előzetesen egyeztetetteknek megfelelően – a páncélos cirkálóit a német könnyűcirkálók után küldte.

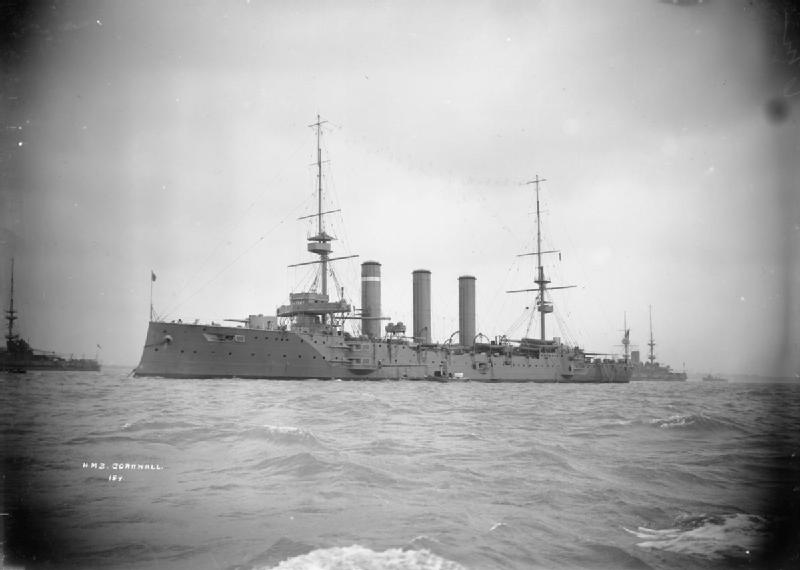
HMS Cornwall

A kikötőből később induló, de a brit hajók közül leggyorsabb Glasgow üldözőbe vette a Leipziget és hamar utolérve azt 14:40-kor tüzet nyitott rá. 20 percnyi lövetés után sikerült elérnie a Leipzigen az első találatot. A német cirkáló balra tért ki, hogy növelje a távolságot, majd jobbra kanyarodott, hogy teljes sortüzeket lőhessen a Glasgow-ra. Mindkét hajót több találat is érte a tűzpárbaj során. Az elszenvedett találatok miatt a Glasgow inkább bevárta a két páncélos cirkálót, a Kentet és a Cornwallt. Utóbbiak a Leipzighez közelebb érve erős tüzet zúdítottak rá, de a német cirkáló ezután is folytatta a harcot. 
A hamarosan a Nürnberg üldözésére kiváló Kentet nem találta el, de a Cornwallon nem kevesebb, mint 18 találatot ért el, és bár a brit hajó a találatoktól jelentős mértékben megdőlt balra, ezen kívül a 10,5 cm-es lövedékek nem sok kárt tudtak tenni a páncélzatában. Az ágyúk lőszerének felhasználása után a németek megpróbálkoztak torpedók bevetésével, de ezeket túl nagy távolságból lőtték ki, ezért nem érhettek célba. A harchoz szükséges eszközök kimerülése miatt elveszítette harcképességét és ezért Haun fregattkapitány parancsot adott a rommá lőtt hajójának elsüllyesztésére. A fedélzeten gyülekező és a kimentésükre várakozó német tengerészekre a közeledő brit hajók tüzet nyitottak és közülük sokakat lemészároltak. A britek egy túlélőkkel teli kuttert is elpusztítottak, végezve az összes benne lévő tengerésszel. John Luce, a Glasgow parancsnoka később a San Francisco Examiner napilap tudósítójával való beszélgetés során erre így emlékezett vissza:
„A Leipzig az összes lőszerét ellőtte, a sérülései nagyon súlyosak voltak. A kéményei és a főárbóca eldőltek. A lángoló hajó mozdulatlan volt. A Glasgow 100 yardra közelített hozzá. A parancsnok a túlélőket a fedélzetre hivatta. Középen állt, kedélyes hangulatban beszélt hozzájuk és cigarettát osztott szét közöttük. Szorosan egymás mellett álltak és a Glasgow közülük 50-60 főt lekaszált és a testrészeiket szerteszét szórta. A brit ágyúkezelők végül ellenszegültek a további gyilkolásnak.”
A harc elülte után hosszabb csend következett be, mert a britek szem elől tévesztették a párásodó időben a német cirkálót. Óvatosan kutatva utána 20:45 körül pillantották meg ismét. Ekkor már csak 24 fő volt életben, köztük Haun fregattkapitány. Ők a hajó bal hátulsó részén gyűltek össze, hogy az utolsó pillanatban hagyhassák el. A britek két mentőcsónakot eresztettek le a kimentésükre és mikor az egyik már 100 méterre megközelítette őket, 21:00 körül Haun a hajó elhagyására adott parancsot. A túlélők elbeszélése szerint a kérésüket, hogy tartson velük, a következő szavakkal utasította vissza:
„Önök nagyon is tudják, hogy a császár tett meg ennek a hajónak a parancsnokává, így aztán nem hagyom el előbb, minthogy víz alá kerülne.”.
Ezután elsétált a parancsnoki híd irányába. Pár perccel később, miközben a hajótörötteket a vízből mentették ki, a Leipzig lassan átfordult és Haun fregattkapitánnyal együtt 21:05-kor elmerült. A fagyos vízből mindössze 18 főt sikerült élve kimenteni.
A hajó a D 53° 55′ 30″, Ny 55° 55′ 0″ koordinátákon süllyedt el.

## Emlékezete

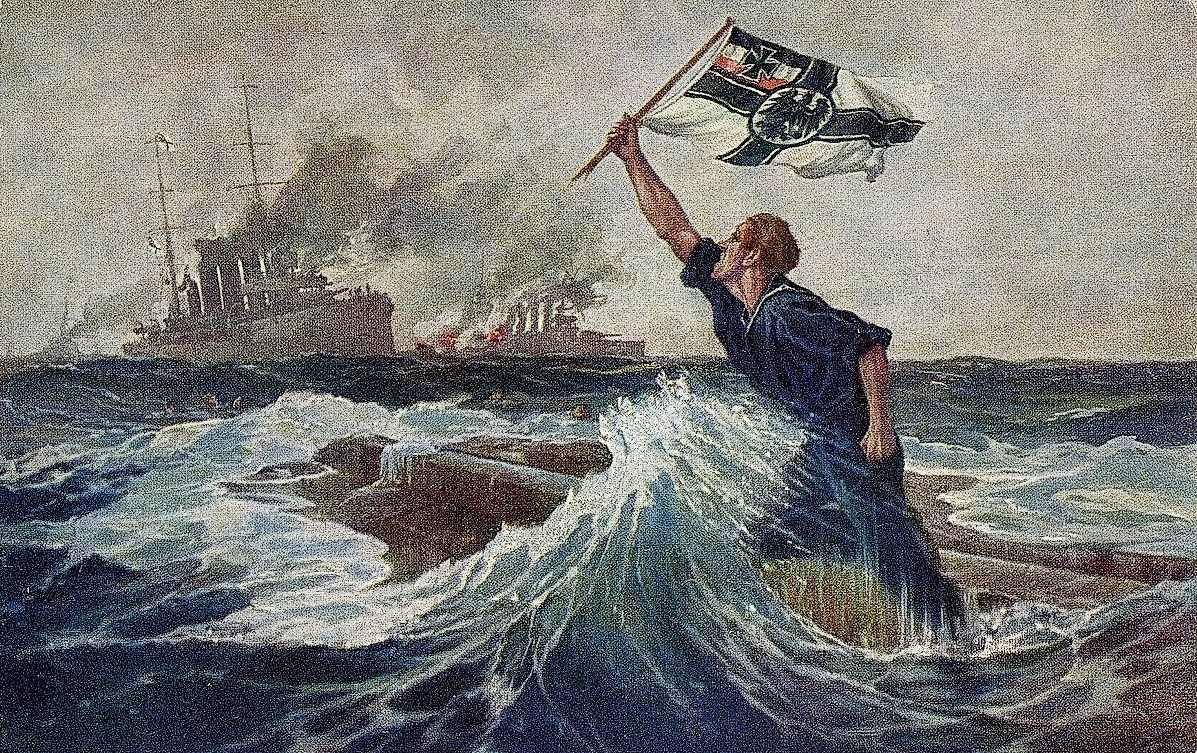
Der letzte Mann – Az utolsó ember
(Képeslap Hans Bohrdt festménye alapján)

A csatát követően a Punta Arenas-i német konzul, Rodolfo Stubenrauch brit forrásokból szerzett értesülések alapján a Leipzig elsüllyedéséről a következőket jelentette:
„A Leipzigen a legénység a fedélzet elülső részén gyülekezett és vonakodott a hajó átadására való felszólításnak eleget tenni. Mikor a cirkáló már átfordult és egy pillanatig a gerincét felfelé mutatta, egy matróz a hajóhoz úszott, felmászott rá és egy német zászlót lengetve a hajóval együtt merült el.”
Ez a leírás inspirálta a tengeri témák neves festőjének, Hans Bohrdt professzornak „Der letzte Mann” (Az utolsó ember) című alkotását. Raeder szerint a történet valójában a szintén ebben a csatában elsüllyedt Nürnberg hajótörötteinek egy csoportjára utal. E cirkáló elsüllyedésekor a hajó egy víz felett lévő kis részén többen egy német lobogót lengettek és ezt több brit szemtanú is megerősítette.
A háborút követően az új német flotta, a (Reichsmarine)  első cirkálóit az első világháborúban elsüllyedt cirkálók után nevezték el. A Leipzig egy osztály névadója lett. Egyetlen testvérhajója, a Nürnberg a nevét a falklandi csatában elveszített másik német könnyűcirkáló után kapta.

## A hajó parancsnokai
| 1906. április – 1906. augusztus         | Franz Hipper fregattkapitány                       |
| 1906. augusztus – 1907. augusztus       | Jaroslaw von Rothkirch und Panthen korvettkapitány |
| 1907. augusztus 3. – 1908. november 23. | Richard Engel korvettkapitány/fregattkapitány      |
| 1908. november – 1910. február          | Karl Heuser korvettkapitány/fregattkapitány        |
| 1910. február – 1911. május             | Hermann Schröder fregattkapitány/sorhajókapitány   |
| 1911. május – 1913. március             | Friedrich Behncke fregattkapitány/sorhajókapitány  |
| 1913. március – 1914. december 8.       | Johannes Haun fregattkapitány                      |

## Függelék – Túlélői beszámoló aLeipzigelvesztéséről
Az alábbi rész Walther Köhler sorhajóhadnagy, a Leipzig könnyűcirkáló navigációs tisztjének a német hivatalos történetírás által (Krieg zur See, Kreuzergeschwader 296-306. o.) leközölt, a falklandi csatát érintő visszaemlékezését tartalmazza. A szerkesztő Erich Raeder beszámolóval kapcsolatban tett észrevételeit más egyéb megjegyzésekkel a lábjegyzet tartalmazza.

„A Leipzig parancsnoka, Haun fregattkapitány, akinek az a szándéka, hogy amennyiben lehetséges a szárazföld felé haladva és az éj leple alatt az ellenség látómezejéből kikerülve később Amerika déli csücskénél a sok csatornák és öblök egyikében eltűnjön, a Dresden felé a következő zászlójelzést adja le: „Ön a legidősebb, tanácsolom, tartsunk a szárazföld felé”, mire a Dresden egy vonással [ponttal] jobbra tér ki. Úgy tűnik, az ellenség felismerte ezt a szándékot, mivel a Glasgow azonnal kivált a saját egységeinek vonalából, a csatacirkálók mögött elkanyarodva olyan irányra áll, melynek révén a Leipzig jobb oldalára, azaz a kiscirkálók és a szárazföld közé vezeti. A Cornwall és a Kent a farvizében követi.
A vezető mérnök, Hahn tengerész-főmérnök kérésére, aki a gépek erős elhasználtsága miatt a a legmagasabb fordulatot nem tudja tartani az idő előtti károk kockázata nélkül, a Leipzig 21 csomóra mérsékli a sebességét, és így a Rio de Janeiróban napokig dokkban veszteglő Glasgow viszonylag hamar beéri. 2 óra 40 perckor   képes az elülső 15 cm-es ágyújával tüzet nyitni a Leipzigre. Az ellenséges torkolattűz felvillanására a Leipzig is válaszolt a 10,5 cm-es gyorstüzelő ágyúival. 110 hm távolságból azonban a 10,5 cm-esek becsapódásának megfigyelése olyannyira nehézkes, hogy Jöhnke tengerészfőhadnagy, az elülső árbóc tüzérségi megfigyelőtisztje azt jelenti, hogy alig tudja kivenni a becsapódásokat. A sebesség mérséklése miatt a Leipzig egyre inkább lemaradt a két másik kiscirkálótól, miközben a távolság a három ellenséges cirkáló felé ugyanilyen ütemben csökkent. A hajó parancsnoka még most is megpróbálkozik fokozatos jobbra fordulással azt a tervét végrehajtani, hogy elérje a szárazföldet.
Az ellenség helyezkedése ekkor a következő volt: Glasgow 160°, mintegy 110 hm távolságra, Cornwall 170°, mögötte a Kent. A Glasgow a távolságot csökkentve lassan belövi magát. A 15 cm-es lövedékeinek becsapódása jól megkülönböztethető a 10,2 cm-esekéitől a mérete alapján és a vízoszlopainak erős sárga színezése révén.
3 óra körül  – 20 perccel a tűzmegnyitás után – szenvedi el a Leipzig az első találatot. Egy 15 cm-es lövedék találja el a felépítményt a harmadik kémény előtt; repeszdarabok vágják át a hátra vezető kommunikációs vezetékeket (a kormánykerék és a rádiószoba felé vezetőket), a lövedék nagyobbik része a felső fedélzetet átütve a felső szénraktárba vágódik, mely éppen használatban van. Ezáltal a mesterséges huzat pár percre mérséklődött a III. és IV. fűtőtérben, mivel a légnyomás a raktáron [bunkeren] és a felső fedélzeten keletkezett lyukon át kiszökött. Gyapjú takarókkal és egy vízzel teli nehéz edénnyel sikerül az ütött lyukat megfelelően tömíteni. A tűzvezetés munkáját rendkívüli módon megnehezíti, hogy csak a jobb oldali hátulsó három és a baloldali leghátulsó ágyú képes tüzelni, annál is inkább, mivel a nagy távolság miatt a sortüzek lassan követhetik egymást és a lövedékek leérkezésének megfigyelése nagyon nehéz.
A távolság időközben 96 hm-re csökkent és a parancsnok, hogy a Glasgow számára a célpontra való tartást megnehezítse, fél vonásnyival balra fordíttatja a hajót. Ezáltal a távolság ismét növekedni kezdett, a tűzharc megszakadt és 3 órától 3 óra 10 percig tűzszünet állt be, amit az összecsapás okozta zavarok elhárítására lett felhasználva. A Glasgow azonban ismét hamar közel kerül és az összecsapás újra kezdődik, azonban a tüzértiszt, Giseke tengerészfőhadnagy kérésére egy csekélyebb jobb oldali fordulót követően, hogy mind az öt löveg bevetésével teljes sortüzet lőhessünk a Glasgow-ra, mely 135°-ra helyezkedett. A csökkenő távolsággal a lövedékek leérkezése is jobban megfigyelhetővé válik; de az ellenség is elér különböző találatokat, melyek emberveszteséggel járnak. Egy lövedék eltalálja a jobboldali 1. löveget; egy repeszdarab a kezelői közül két emberrel végez, egy másik a szélvédett oldal megfigyelőjének a bal karját szakítja le. Egy repeszdarab a bejáraton vagy az egyik kémlelőnyíláson át bejutott a parancsnoki toronyba és könnyebben megsebesítette az őrtisztet, Schiwig tengerészfőhadnagyot. A bal oldal linóleumburkolata és a kötélhágcsók, melyeken a készenléti lőszer van elhelyezve lángra kapnak; de a tüzet hamar eloltják. Az ütközet ezen szakaszában a Dresden egy éles kanyarodással jobbra fordul, látszólag azzal a szándékkal, hogy a Glasgow-t elvonja. A távolság lassan 86 hm-ig csökken és a Leipziget több találat éri. Egy lövedék a jobb oldali hátsó-felső szénraktárban robban; a légnyomás a bunkerek lyukainak fedelei közül számosat kiszakít és a levegőbe repít. Egy másik találat az előárbóc antennáit szakítja le közepes magasságban és teszi tönkre ezáltal a nagy és közepes antennahálózat egészét; csak a jelvételezésre alkalmas kis hálózat marad használható. Mivel minden emberre szükség van a lőszerszállításhoz és a szén rendezéséhez [trimmeléséhez], egy embert leszámítva az összes rádióst a tüzértiszt rendelkezésére állítják. Röviddel 4 óra előtt egy gránát hatol be a ruhatárba és lobbantja azt lángra. Valószínűleg a lövedék ütötte lyukon át innen terjed át a tűz az elülső részlegre és erős füst- és lángképződés mellett hamar szétterjed, aminek következtében a tűzfészek megközelítése és a lángok eloltása nem lehetséges. A hajó hátsó része egészen az elsüllyedéséig ég, részben hatalmas lángokkal; de a felette álló lövegek nem válnak használhatatlanná, mivel az izzás a bal oldal felé húzódik. Az ellenséget, a Glasgow-t a Leipzig sortüzei jól fedik, több találat is megfigyelhető. De alig érik el ezt a sikert, a brit cirkáló már balra kanyarodik és visszavonul a páncélos cirkálók irányába. A Glasgow tisztjeinek későbbi állításai alátámasztják, hogy az adott időpontban több találat is érte a hajójukat, melyek közül az egyik a tüzérségi megfigyelőállás távolságmérőjének az egyik karját szakította le és egy embernek a hajó elülső részén kioltotta az életét. Egy másik egy kéményt rongált meg. A kitérés mögötti szándék nyilvánvalóan az, hogy hasonló találatok ne mérsékeljék a sebességét.
A Glasgow ezen manővere révén egy rövid szünet állt be a harcban, ami alatt a sebesülteket ellátták és összegyűjtötték. Az első tiszt, Kretschmar korvettkapitány ismételten megpróbálkozott a hátsó részen lévő tűzfészek felszámolásával, de kénytelen azt jelenteni, hogy füstvédő sisak felvétele ellenére sem lehet előrejutni és a lángok eloltása nem lehetséges. Erőfeszítései a tűz megfékezésére korlátozódnak azzal a céllal, hogy azt lassan hagyják magától kialudni.
A parancsnoknak a vezető mérnökkel folytatott megbeszélése során kiderült, hogy az egyes kazánok egymás utáni kitisztítása nem elegendő a legnagyobb sebesség fenntartásához. Emiatt a sebességet 20 tengeri mérföldre mérséklik, hogy így lehetőséget adjanak az összes kazán egyidejű kitisztításának. A szabadőrség  lőszerszállításra beosztott fűtőit trimmeléshez rendelik át, őket első sorban a jelző- és rádiószemélyzet rendelkezésre álló tagjaival helyettesítik.
A Leipzig sebességének csökkenése és a páncélos cirkálók zavartalan közeledése miatt ezek viszonylag hamar megérkeznek és amint a Cornwall 110 hm-re közelít a parancsnok a jobb oldali három hátulsó és a baloldali leghátsó löveggel ismét megnyittatja a tüzet, amire azonnal válaszolnak. Eddigre az időjárás már megváltozott; a látótávolság lecsökkent, jobbról átlósan érkeznek a hullámok és elszórtan zivatarok vonulnak el a víz felett erős szél kíséretében. A jobb tűzhatás elérésének érdekében a Leipzig egy vonással jobbra kanyarodott, így az itteni oldal minden lövege beavatkozhatott a harcba és ez a tüzértiszt számára az erősebb sortüzek révén jobb megfigyelési lehetőséget eredményezett. Azonban az ellenség ütege is jól lő és innentől kezdve a közepes tüzérség folyamatosan célba talál, ami a hajóban és élőerőben jelentős kárt okoz. 4 óra 20 perckor a Kent is lőtávolságon belülre ér és baloldalról hátulról 20 percen át erős tűz alá veszi a Leipziget, amire az Enno Kraus tengerészfőhadnagy irányítása alatti baloldali három hátulsó löveg válaszol. A Kent több találatot ér el, melyek közül az egyik a jobboldali középső fedélzetet éri. Átüti a felső szénraktárt, valószínűleg az alatta lévő járatot (Wallgangsbunker) is és a IV. fűtőtér vízzel való elárasztását okozza, amit 5 és 6 óra között el kell hagyni. Egy másik megfigyelt találat a felépítményt éri a hajóorr mögött bal oldalon, egy másik felülről érkezve hatolt be az orr-rész első részén a fedélzet alá és a hajóorr alatt a repeszvédelem céljából a csörlő köré elhelyezett ütközőket és köteleket lángra gyújtotta.
4 óra 40 perckor a Kent hirtelen élesen balra elkanyarodik és a Nürnberg felé tartva rövid idő múlva beszünteti a tüzelést a Leipzigre, mire ez is beszünteti a harcot a bal oldali lövegeivel..
Bár a bal oldalon már nincs is ellenség, ezzel egyidőben a farvízben haladó Glasgow a 15 cm-es orrlövegével annál inkább fejt ki hatásos tevékenységet. Azonban sohasem pontosan követ, hanem kígyóvonalban, egy olyan manőverrel, amilyennel nyilvánvalóan a többi angol hajó is halad, mivel, mint az később az angol tisztek közléseiből kiderült, az általunk vízbe dobott lebegő aknákat igyekeztek kerülgetni. Ez a feltételezés, amennyiben nem egy rosszindulatú kitaláció volt, a lőszer vízbe szórt üres tárolóedényeinek észlelésén alapult. Amint a Glasgow a bal oldalon a lövegek lőtávolságán belülre érkezik, a bal oldali 5., 4, és 3. ágyúkkal tűz alá veszik. Az ütközet ezen szakaszában jelentős veszteség áll be élőerőben, amit azonban a bámulatos nyugalommal és körültekintéssel ténykedő legénység folyamatosan pótol.
A lövegeknél fellépő üzemzavarokat előírás szerint hárítják el és a kormányműterem és a parancsnoki központ közötti összeköttetés megszakadása nem idéz elő semmiféle fennakadást a hajó irányításában. Ezt követően egészen a hajó elvesztéséig a telegráfok segítségével irányítják a hajót. A IV. fűtőtér elvesztését követően a sebesség 18 csomóra esik vissza, amihez a kéményeket ért károk, nevezetesen az elsőket, is hozzájárulnak. A legnagyobb veszélyt jelenleg a borzasztó tüzek jelentik, melyek a folyamatosan elszenvedett találatok következtében a hátsó felépítmény és az orr-rész alatt keletkeznek, mivel a leküzdésük az emberhiány miatt illetve ezen felül maguknak a tűzoltótömlőknek a lángra kapása és vízvezetékek eltörése miatt lehetetlen.
A súlyos emberveszteségek ezen időszakában esett el Knorr tengerészhadnagy, aki a sáncon lévő jobboldali 5. löveg három kezelőjével együtt esett el, és ekkor szerzett súlyos sérülést az adjutáns, a Heidlernek nevezett von Hopffgarten tengerészhadnagy. Knorr tengerészhadnagy helyét az ütközet végéig Keilhack tengerészhadnagy veszi át a hátulsó csoport vezetésében, mivel a rádiókészülék már nem használható. Bettermann számvivő tiszt a kötszerek és morfium kiosztásával és a sérültek vigasztalásával tesz nagy szolgálatot. A tüzérségi megfigyelőtisztnek, Jöhnke tengerészfőhadnagynak el kell hagynia a helyét, mivel a csúcszászlót tartó rudat ellövik és egy az árbóc alsó részénél becsapódó lövedék megszakítja az összeköttetést a parancsnoki állással. A zászlót egy jobb oldali árbóchátratartó kötélen rögzítik ismét.
A parancsnok azon kifejezésre juttatott szándéka, hogy a hajó az ellenség irányába forduljon torpedótámadás végrehajtása végett, nem teljesül, mivel az ellenség a nagyobb sebessége révén a támadáshoz szükséges közeledést mindig meg tudná hiúsítani és mivel a hajó belsejében tomboló súlyos tüzek a messze kicsapó lángjaikkal és erőteljes füstképzésükkel lehetetlenné tennék a széllel szembeni haladást. Emellett az időjárási körülmények változásai és az ebből fakadóan korábban beálló sötétség még nem foszlatja teljesen szerte a megmenekülés reményét. A jobb oldalról közeledő esőfüggönybe való elrejtőzésre tett próbálkozást sem lehet végrehajtani és így nem marad más hátra a parancsnok számára, minthogy folytassa a lőszer elfogytáig vagy a hajó elsüllyedéséig tartó tűzharcot.
Ilyen állapotban volt a hajó, mikor 6 órakor a következő jelentés érkezett: „A muníció hátul hamarosan elfogy, elől még van 200 lőszer.” A lövedékbecsapódások rendkívül nagy mennyisége a parancsok szóban való közvetítését lehetetlenné teszi és a tüzértiszt a maradék lőszert hátra viteti, ahonnan Kraus tengerészfőhadnagy a jobboldali három hátulsó löveggel ellöveti. A Cornwallon – angol információk szerint – még érnek el találatokat és az összecsapás ilyen módon még 7 óráig eltart. Mivel az utolsó 200 lövedéket még nem élesítették, parancsba adják, hogy az elölről érkező lőszereket előbb lássák el gyújtókkal. A rádiószoba szélvédett oldalán főként a rádiós- és jelzőszemélyzet tagjai szakszerűen és gyorsan elvégzik ezt a feladatot Weyand tűzszerész és a tűzszerészaltisztek útmutatásával. A lőszerszállítást nagyobb részt még életben lévő tisztek oldják meg. Jöhnke és Riediger tengerészfőhadnagyok, Jensen, Poepperling és Warner tengerészhadnagyok itt a végsőkig kimagaslóan teljesítenek. Időnként Jöhnke tengerészfőhadnagy és Keilhack tengerészhadnagy kezeli a jobb oldali 5. löveget pótolandó a kieső embereket. A két mérnök, Hahn és Baade tengerészfőmérnökök valószínűleg ekkortájt vesztik életüket, miközben a fellépő zavarok elhárításán dolgoznak, ugyanígy Riediger tartalékos tengerészfőhadnagy, miközben egy tüzet próbált eloltani. 7 órakor a tüzértisztnek, miután körbejárta a még megközelíthető lövegeket és miután [megbizonyosodott arról, hogy] az összes lövedék el lett lőve, jelentenie kellett a parancsnoknak, hogy az összes tüzérségi eszköz kimerült. A hátulsó felépítményt és az alatta lévő termeket a tűz miatt nem lehet már megközelíteni és a kormányterem személyzetének, akinek a rendes kijáratát a II. részlegbe való vízbetörés, a vészkijáratát viszont a tűz zárta el, nincs lehetősége a megmenekülésre. Az összes ottani legénység a hajóval együtt süllyedt el.
A tüzértisztnek a lőszer felhasználásáról tett jelentésére reagálva a parancsnok, Haun fregattkapitány a következőt mondta a torpedótisztnek, Schiwig tengerészfőhadnagynak: „Hát rajta, most Ön következik.” És habár a távolság a torpedók bevetéséhez még túlságosan nagy, a jobb oldali torpedóvető csövet felkészítik a kilövésre; az ellenséghez való közelebb jutás kilátástalannak tűnik annak nagy sebessége miatt, miután a saját sebesség 15 csomóra esett vissza. A torpedószemélyzet a torpedóteremben kifogástalanul dolgozik, ott eddig még nem léptek fel zavarok és így 7 óra 10 perc és 7 óra 15 perc között gyors töltéssel három lövést adnak le a jobb oldali torpedóvető csőből. Ehhez, amennyire a hajó elülső részéből érkező füst megengedi, valamelyest jobbra ráfordul a hajó [a célpontra] és mintegy 10°-kos bal oldali kormányállással ismét elfordul. Ez [a manőver] minden egyes lövésnél megismétlődik. Minden szem a torpedók pályáját figyeli, de sajnos nem lehet találatot elkönyvelni, mivel az ellenség, mint ahogy azt az ő oldalukról megerősítették, a torpedóink ismert hatótávolságán kívül tartotta magát. Így az utolsó fegyverünk is hatástalanná vált és körülbelül 10 perccel 7 óra után, mikor a Leipzig az utolsó lövést is leadta, az ellenség is beszüntette a tüzelést.
Mivel az elmenekülésre nincs esély és a tengerész személyzet körében egészen rendkívüli veszteségek léptek fel, a parancsnok 7 óra 20 perc körül minden helyiségre vonatkozóan a következő parancsot adja ki: „Hajót elsüllyeszteni.” Az ehhez szükséges intézkedéseket, az összes elérhető szelepek és a cirkulációs szivattyúk kiömlőnyílásainak megnyitásával és a válaszfalak tönkretétele után a jobb oldali torpedóvető csövek megnyitásával, végrehajtják. Röviddel ezután a „minden ember fel” sípjelet adják le. A legénység tagjai – a fedélzeten lévők körében fellépő súlyos veszteségek miatt a lövegkezelők és lőszerraktárak néhány túlélője mellett főként a műszaki személyzethez tartozók – a fedélzet egyetlen még valamelyest egyenes részén, a hajóorr hátsó felén gyülekeznek. A hajó felső része mindenütt másutt egy romhalmazra hasonlít, melyet halottak, haldoklók és sebesültek borítanak. De a legénység tartása kiváló: némelyik haldokló megkérdezi, lobog-e még a zászló, és a megnyugtató válaszra, hogy a hajó a lobogóval fog elsüllyedni, megkönnyebbülnek. A legborzasztóbb csonkolásos sebesülések ellenére sem hallani panaszos szót, legfeljebb morfiumot vagy kötés felhelyezését kérik.
A teljes hátsó rész egyetlen hatalmas lánggal ég, úgy, hogy a főárbóc részeiben fehéren izzik, megtörik és a vízbe borul, mikor a hajó lassan bal oldalára dől, mivel az oldalsó támasztókötelek már rég szét vannak lőve. A hajó és a legénység sárgára színeződött a lyddit-gránátok füstjétől. A sértetlenek meggyőződnek arról, hogy ki van még életben, fogadják a sebesültek családtagjaiknak átadandó üdvözleteit és amennyiben ez lehetséges, segítik őket bójákhoz, mentőmellényekhez és más úszó tárgyakhoz jutni. Von Hopffgarten tengerészhadnagy, aki a sérülése ellenére a jobb oldali 1. lövegnél segédkezett, az izgalomtól és a vérveszteségtől teljesen kimerült; tátongó lábsebével, megtépázott egyenruhájában a hídra megy és ott marad a hajó elsüllyedéséig. Ebben a pillanatban a parancsnok néhány szót intéz a legénységhez és háromszoros hurrát kiáltat Őfelségére a Császárra, a gépház telegráfjánál szolgálatot adó Pollmann főmatróz a Flaggenlied éneklésébe kezd, amiben a személyzet csatlakozik hozzá, és mindenki, akinek még ehhez ereje van, együtt énekel. Ezután függőágyakat és más úszóképes tárgyakat készítenek elő, hogy a hajót ezekkel hagyják el. Miközben ez történik, az ellenség a Glasgow vezetésével jobb oldalon nagy távolságban feltűnik, majd nyolc vonással balra kanyarodik, mígnem pont a Leipzig elé kerül.  Majd egy újabb nyolc vonásos balra kanyarodással egyenesen a Leipzig felé közelít és egy morze-jelet látszik leadni, amit azonban nem lehet leolvasni. A későbbi angol jelentések szerint ez így hangzott: „Do you surrender?” A fedélzeten azonban azt hiszik, az ellenség azért közeledik, hogy felvegye a túlélőket, azonban az ellenség hamar rácáfol erre a képzetre. 20-30 hm távolságra ugyanis mindkét hajó erősen balra kanyarodik és ahogy nagyjából négy vonásnyira helyezkednek a jobb oldalon, ismét tüzet nyitnak a védtelen hajóra.
A hatás ennek megfelelő, mivel a lövedékek pusztító hatással csapódnak be a sűrűn egymás mellett álló emberek közé és döbbenetes mészárlást végeznek. Az elülső lövegeknél, melyeknek a védőpajzsa mögött sokan fedezékbe akarnak vonulni, egy a parancsnoki tornyot ért lövedék visszavágódó darabjai rakásnyi emberrel végeznek, köztük Poepperling tartalékos tengerészhadnaggyal. A hajó minden részét találatok érik, de a pusztítás a bal oldali kutternél a legsúlyosabb. Ezt belengették és viszonylag sokan ügyködtek azon, hogy a vízre tegyék miután sebesülteket helyeztek el rajta. A legénység ezen tagjai között olyan nagy a vérfürdő, hogy fel kellett adni minden további próbálkozást a csónak vízre tételére. Ez a tehetetlenség és az angol hajók viszonylag nagy közelsége miatt a tisztek és a legénység egy része már most elérkezettnek érzi az időt a hajó elhagyásához és az ellenség irányába való úszáshoz. Az első tiszt a következő felkiáltással ugrik fejest a vízbe: „Inkább elfutok, mintsem ennek a bandának a kezébe kerüljek.” Mindkét orvos, Dr. Schaafhausen tengerész-törzsorvos és Dr. Hagen tartalékos tengerész-orvosasszisztens, Kraus tengerészfőhadanagy, Klinksieck tengerészhadnagy és Vettermann tengerész-számvivőtiszt elhagyják a hajót; de a víz alacsony hőmérséklete, mintegy 3 °C, mindenkit rövid idő alatt megdermeszt és a fedélzetről egy csapat megdermedt, az ellenség felé sodródó test válik láthatóvá. Közülük nem mentenek ki senkit.
Közben emelkedik a vízszint, a hajó kezd erősebben dülöngélni és gyorsan sodródni, beáll a sötétség, és az egyre sűrűbbé váló pára miatt az ellenség szem elől kerül. A túlélők (mintegy 24 fő) a parancsnokkal a hajóorr hátsó részein állnak, hogy megvárják a hajó elsüllyedését és az utolsó pillanatban hagyják el azt. 9 óra körül, mikor már besötétedett, hátul a jobb oldalon hirtelen felvillan egy fényszóró. A Glasgow az, és a másodkormányos [2. Steuermann] kiolvassa a szavakat: „Boats … possible.” Nagyjából ezzel egyidőben egy csónak tűnik fel 200 méterre a hajótól, mely a Leipzig irányába tart. Amint 100 méteres távolságba ér, a kabátját és a csizmáját közben már levető parancsnok a következőt rendeli el: „Most akkor ugorjon mindenki!” A nyomatékos kérést, hogy ő is hagyja el a fedélzetet, mivel a hajó bármelyik pillanatban átfordulhat és elsüllyedhet és az ellenségnek nem juthat már a kezére, a következő szavakkal hárítja el: „Önök nagyon jól tudják, hogy a császár tett meg ennek a hajónak a parancsnokává, így hát nem hagyom el előbb a fedélzetet, minthogy víz alá kerül.” A parancsnok elbúcsúzik a túlélőktől és egy szivart szívva a parancsnoki állás felé távozik. Röviddel később a többiek leugranak a fedélzetről és ezzel csaknem egyidőben a Leipzig bal oldalára dől, elől gyorsan süllyed, így a jobb oldali hajócsavar magasan a víz fölé emelkedik ki, majd a bal elejével előre a kioltódó tüzek hangos sziszegésével 9 óra 23 perckor gyorsan elmerül, felvont lobogóval és a parancsnokkal, Haun fregattkapitánnyal együtt.”

## Fordítás
- Ez a szócikk részben vagy egészben  a   SMS Leipzig (1905) című német Wikipédia-szócikk ezen változatának fordításán alapul.  Az eredeti cikk szerkesztőit annak laptörténete sorolja fel. Ez a jelzés csupán a megfogalmazás eredetét és a szerzői jogokat jelzi, nem szolgál a cikkben szereplő információk forrásmegjelöléseként.
- Ez a szócikk részben vagy egészben  a   SMS Leipzig (1905) című angol Wikipédia-szócikk ezen változatának fordításán alapul.  Az eredeti cikk szerkesztőit annak laptörténete sorolja fel. Ez a jelzés csupán a megfogalmazás eredetét és a szerzői jogokat jelzi, nem szolgál a cikkben szereplő információk forrásmegjelöléseként.

## Linkek
- SMS Leipzig. www.deutsche-schutzgebiete.de. (Hozzáférés: 2019. április 16.) – Az SMS Leipzig leírása a Deutsche Schutzgebiete oldalon
- Virtuelle Ausstellungen / Die Seeschlacht von Coronel 1914. www.bundesarchiv.de. (Hozzáférés: 2019. április 16.) – A német Bundesarchiv coroneli csatához kapcsolódó galériája
- Ausstellung beim Google Cultural Institute zur Seeschlacht bei Coronel. www.google.com. (Hozzáférés: 2019. április 16.) – A Google Cultural Institute coroneli csatával kapcsolatos kiállítása
- Kaiserliche Marine – SM Kleiner Kreuzer „Leipzig“. www.denkmalprojekt.org. [2016. április 11-i dátummal az eredetiből archiválva]. (Hozzáférés: 2019. április 16.) – Információk az SMS Leipzig legénységéről, elesettekről és túlélőkről